# Andosol

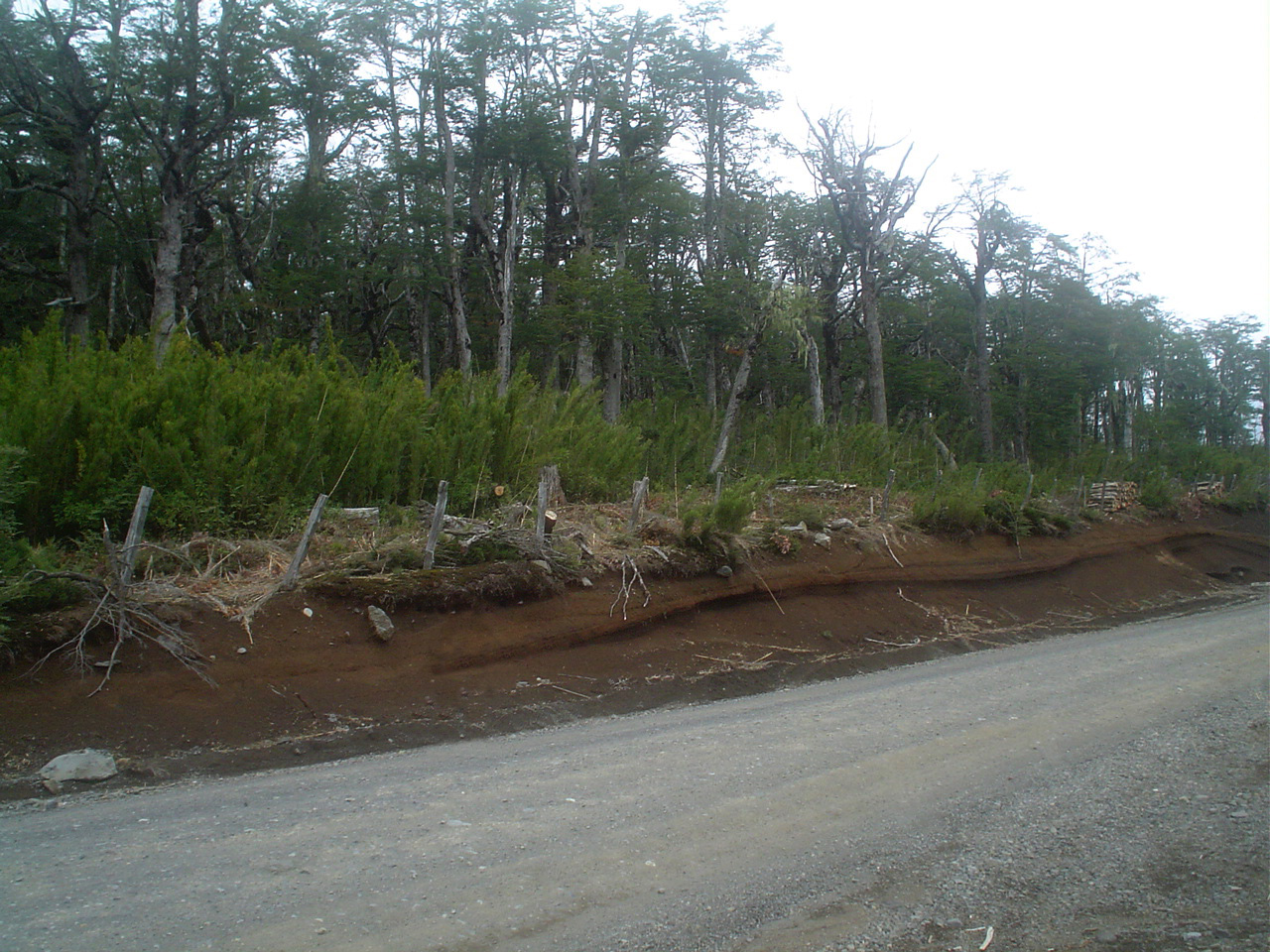
Andosol expuesto en el camino hacia la base del volcán Villarrica en el Parque nacional Villarrica, Chile

Los andosoles son un grupo de suelos de referencia del sistema de clasificación World Reference Base for Soil Resources (WRB) que agrupa suelos de origen volcánico de color oscuro y muy porosos. El término «andosol» es una palabra compuesta de los vocablos japoneses an do que significa ‘suelo oscuro’ y de la raíz latina sol que significa ‘suelo’. Los Andosoles son equivalentes a la orden de los Andisoles que se emplea en la Taxonomía de suelos del Departamento de Agricultura de los Estados Unidos.
Se desarrollan a partir de cenizas y otros materiales volcánicos ricos en elementos vítreos. Tienen altos valores en contenido de materia orgánica, que pueden ser alrededor de un 20 %, además tienen una gran capacidad de retención de agua y (si el pH es alto) mucha capacidad de intercambio catiónico. Se encuentran en regiones húmedas, desde las regiones circumpolares hasta las tropicales, y pueden encontrarse junto una gran variedad de vegetales. Se forman alófanas e imogolitas o complejos humus-aluminio.

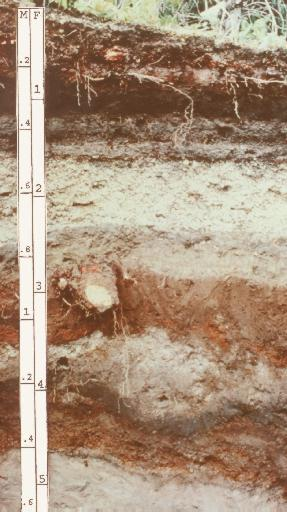
Perfil de un Andosol.

El Andosol es un suelo condicionado por el material parental. En esta clase se coloca a los suelos cuya formación está condicionada principalmente por las características del material inicial (que puede ser una roca o un material sedimentario estabilizado) y, de modo secundario, por los demás factores medio ambientales. Estos suelos suelen ser formados a partir de materiales ricos en vidrios volcánicos, se encuentran generalmente en planos escarpados con pendientes que van desde 0% a 36%, son fácilmente alterables, generalmente tienen un horizonte superficial oscuro.
En Chile se distinguen dos grupos: ñadis y trumaos (nombres derivados del mapudungún, la lengua de los mapuches), los que se diferencian en su facilidad de drenaje. Los ñadis ocupan posiciones bajas en el paisaje, presentando problemas de drenaje, evidenciados por un horizonte plácico (fierrillo); en cambio los trumaos ocupan posiciones de lomas y planicies, presentando buen drenaje.

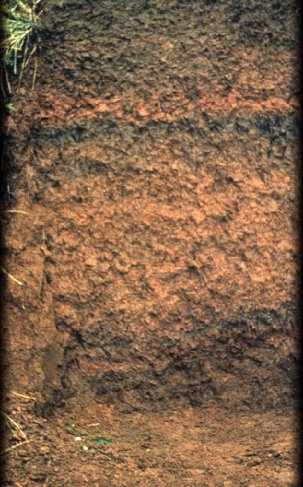
Andosol.

El segundo nivel en la clasificación WRB se expresa por calificadores principales y suplementarios. Los calificadores principales más importantes en Andosoles son caracterizados por las siguientes propiedades de diagnóstico:
- Vitric: tiene «propiedades vítricas». La pedogénesis todavía no está muy avanzada y sigue la presencia de vidrios volcánicos.
- Aluandic: tiene «propiedades ándicas» y contenidos altos en complejos humus-aluminio. La pedogénesis está avanzada y por tener mucha materia orgánica y pH bajo se formaron estos complejos de humus con aluminio.
- Silandic: tiene «propiedades ándicas» y contenidos altos en alófanas e imogolitas. La pedogénesis está avanzada y por tener poca materia orgánica y pH relativamente alto se formaren alófanas e imogolitas. Estos suelos son muy fértiles. Al avanzar más la pedogénesis se puede bajar el pH y aumentar la cantidad de materia orgánica.